# Urolophus lobatus
Urolophus lobatus е вид хрущялна риба от семейство Urolophidae.

## Разпространение
Видът е разпространен в Западна Австралия.